# Lá Fora
Lá Fora (Portugiesisch für: Da draußen) ist ein Filmdrama des portugiesischen Regisseurs Fernando Lopes aus dem Jahr 2004.
Der Film ist, vor 98 Octanas (2006) und Os Sorrisos do Destino (2009), der erste einer inoffiziellen Trilogie des Regisseurs, in der er die Formen der Einsamkeit des modernen Menschen in einer zunehmend von Technologie und materiellem Wohlstand dominierten Gesellschaft thematisiert.

## Inhalt
Laura ist eine erfolgreiche und begehrte Fernsehjournalistin. Als sie in eine luxuriöse Condomínio fechado-Wohnanlage zieht, wo Reiche abgeschirmt von der Außenwelt leben, beginnt ihr Nachbar, der Börsenmakler José María, sie über die Beobachtungskameras der Wohnanlage exzessiv zu beobachten.
Laura und José María sind beide in ihrem Lebensstil unabänderlich einsam. Sie sehnen sich so sehr danach, wie sie es gleichzeitig fürchten, zu lieben und geliebt zu werden.
Eines Tages sitzt Laura dem Börsenmakler in ihrer Sendung gegenüber, und es knistert sofort zwischen ihnen. Ob es jedoch nur ein Spiel von Verführung und Macht ist, oder ob sie doch noch zu echter Liebe fähig sind, das fällt ihnen schwer herauszufinden, zu sehr sind sie in ihren Rollenmustern und Eitelkeiten gefangen, zu sehr behindert von Misstrauen, Ehrgeiz und einer ständigen Kosten-Nutzen-Abwägung.

## Rezeption
Am 1. April 2004 kam der Film in die portugiesischen Kinos und konnte mit 9.364 verkauften Kinokarten zumindest einen Achtungserfolg verzeichnen.
Lá Fora erschien 2004 in Portugal bei Lusomundo Filmes als DVD.